# Zajączki (powiat lidzbarski)
Zajączki (niem. Hasenberg) – osada warmińska w Polsce położona w województwie warmińsko-mazurskim, w powiecie lidzbarskim, w gminie Lubomino.
W latach 1975–1998 miejscowość administracyjnie należała do województwa olsztyńskiego.